# Quidam

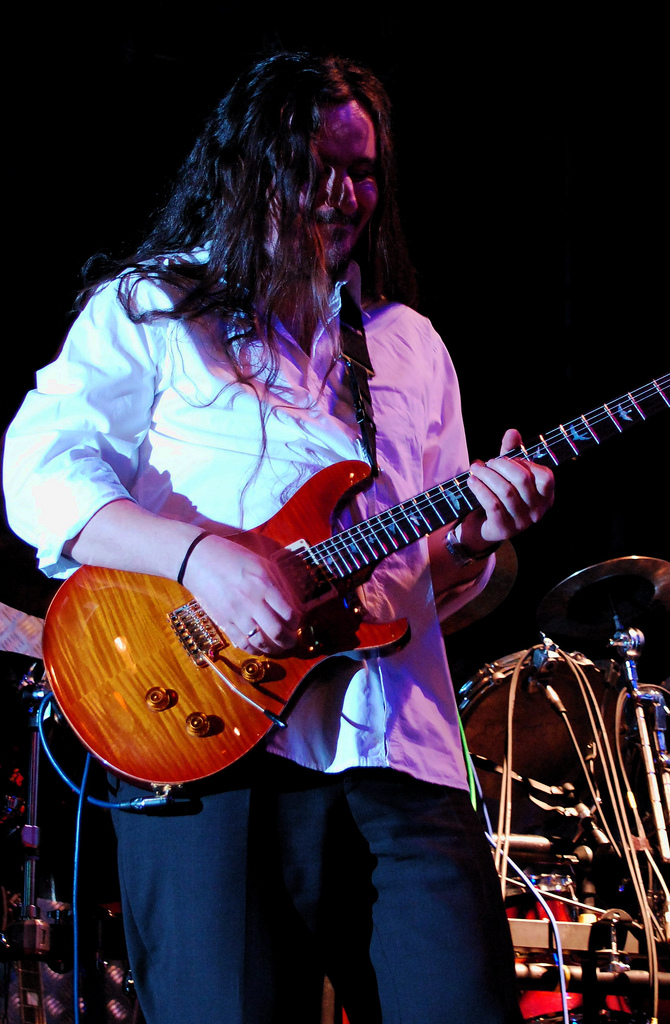
Maciej Meller

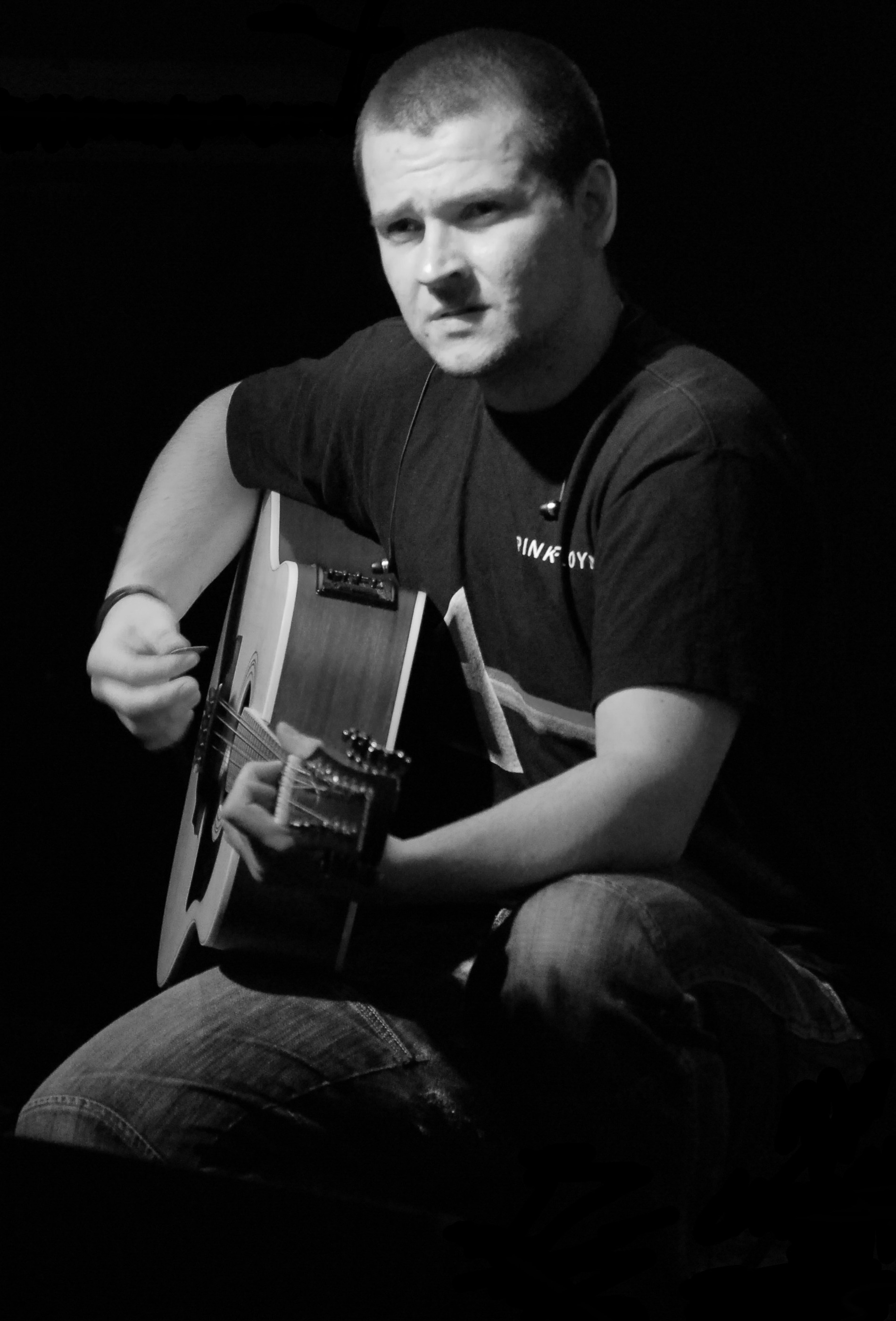
Mariusz Ziółkowski

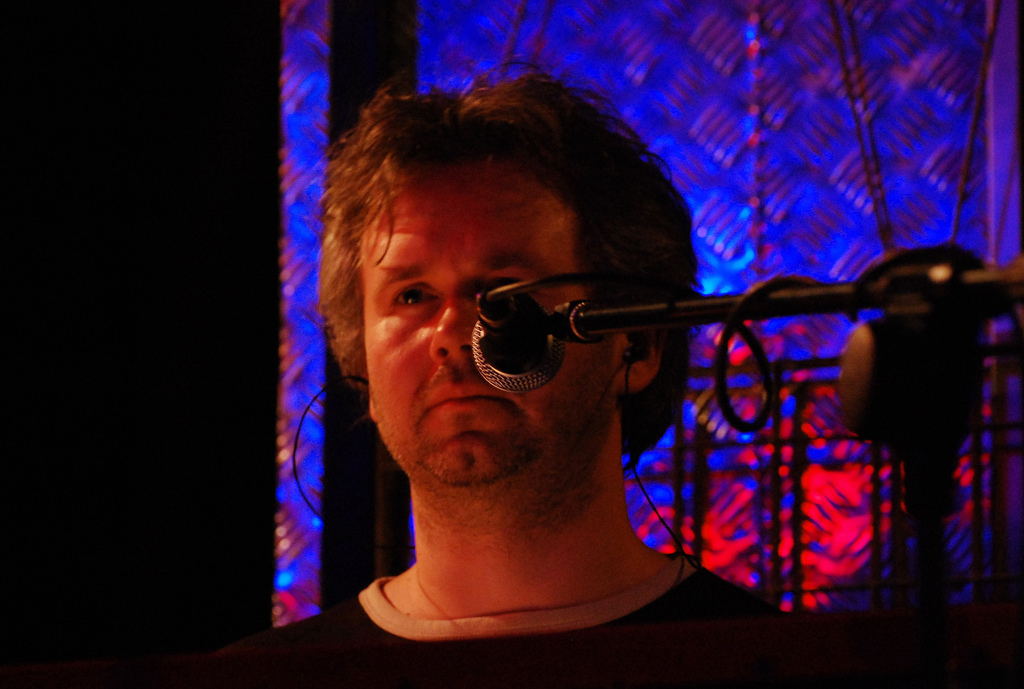
Zbigniew Florek

Quidam – polski zespół muzyczny wykonujący rock progresywny i art rock. Założony na początku lat 90. w Inowrocławiu. Oprócz autorskiej działalności ma na swym koncie nagrania i koncerty z takimi sławami gatunku jak Colin Bass z grupy Camel czy polskim SBB.

## Historia

### Początki
Maciej Meller, Radosław Scholl i Rafał Jermakow założyli w Inowrocławiu w 1991 grupę pod nazwą Deep River, niedługo potem dołączył do nich Zbigniew Florek. Początkowo grali muzykę blues-rockową. Nazwę Quidam zespół przyjął w 1995. Po częstych zmianach wokalistów, na dłużej pojawiła się w tej roli Emilia Derkowska. Do grupy dołączyła także flecistka Ewa Smarzyńska. Wtedy to zmieniła się stylistyka muzyczna Quidam, idąc w stronę rocka progresywnego lat 70.

### Pierwsza płyta
Po kilkuletniej pracy, licznych koncertach i zdobyciu wyróżnień na festiwalach w Polsce, w 1996 zespół wydał swą pierwszą płytę, zatytułowaną Quidam. Została ona pozytywnie przyjęta przez krytykę (pochlebne recenzje w pismach „Machina” i „Tylko Rock”) oraz publiczność polską i zagraniczną. Oprócz wzmianek w fanzinach i muzycznych czasopismach, oceniono ją jako piątą, w plebiscycie francuskiego „Big Bang” na najlepszą płytę art-rockową. Emilia Derkowska otrzymała tytuł „Twarzy Roku 1996” w plebiscycie magazynu „Tylko Rock”.

### Uznanie w artrockowym światku
W kwietniu 1997 miał miejsce pierwszy koncert zagraniczny grupy – w holenderskim Zwolle, na festiwalu „Day of Dreams”. Sukces koncertu spowodował ponowne zaproszenie grupy do Holandii dwa miesiące później, na „The Planet Pul Festival”. Podczas koncertów grupy Camel w Polsce w kwietniu 1997 wokalistka i flecistka zostały zaproszone przez Andy’ego Latimera do wspólnego wykonania z zespołem na scenie wstępu do suity Harbour of Tears. Latem tego roku Quidam wystąpił na festiwalu „Proglive '97” w Corbigny we Francji. Po dwóch kolejnych koncertach w Holandii rozpoczęto prace w studio nad materiałem do kolejnego albumu. W listopadzie, na zaproszenie Classic Rock Society, zespół wystąpił w brytyjskim Rotherham na imprezie „Awards Night” – uwieńczeniu plebiscytu miesięcznika artrockowego „Wondrous Stories” na najlepszych muzyków gatunku. Emilia Derkowska otrzymała wtedy tytuł trzeciej najlepszej wokalistki, a zespół – trzecie miejsce w kategorii „najlepszy zespół zagraniczny”.
Na początku 1998 flecistkę Ewę Smarzyńską zastąpił Jacek Zasada.

### Sny aniołów
W lutym 1998 zostało zakończone nagrywanie płyty Sny aniołów. Ukazała się ona w dwóch wersjach językowych – polskiej i angielskiej. Dystrybucją tej drugiej poza granicami Polski zajmowała się niezależna firma francuska, Musea. W Polsce płytę promował maxi-singel z utworem Moje anioły oraz dwoma koncertowymi – Bajkowy (z płyty Quidam) i covery Rhayader / Rhayader Goes To Town (z płyty The Snow Goose grupy Camel). Moje anioły dotarły na 10. miejsce Listy Przebojów Programu III PR.
W maju dwóch członków Quidam, Jacek Zasada i Maciej Meller, zostało zaproszonych przez Colina Bassa, basistę Camel, do wspólnego koncertu promującego nowe płyty Camel i solową Bassa. W tym samym miesiącu Quidam wystąpił jako support podczas koncertów Johna Wettona w Polsce oraz na autorskim koncercie w Studio im. Agnieszki Osieckiej w Warszawie, transmitowanym na żywo przez radiową „Trójkę”. W czerwcu koncertował we Francji – w Bordeaux i Paryżu, a w lipcu we Włoszech.
Na Festiwalu Rocka Progresywnego w Zielonej Górze zespół otrzymał nagrody w trzech kategoriach: dla najlepszej wokalistki, zespołu i basisty.
We wrześniu 1998 część grupy została zaproszona do udziału w sesji nagraniowej do albumu solowego Colina Bassa Outcast of the Islands – obok m.in. Andy’ego Latimera, Dave’a Stewarta, Fisha i Wojciecha Karolaka. W grudniu muzycy Quidam uczestniczyli w koncercie Bassa w Poznaniu.
I w tym roku Quidam został dostrzeżony przez czytelników „Wondrous Stories” – Emilię uznano trzecią najlepszą wokalistką, zespół – czwartym najlepszym nowym zespołem, a drugie miejsce przyznano Quidam w kategorii „najlepszy występ podczas koncertu organizowanego przez Classic Rock Society”.

### 1999
W marcu 1999 Quidam wystąpił w Mexicali w Meksyku, na festiwalu „Baja Prog”, obok takich zespołów jak Arena, Crucible, Ten Jinn, After Crying, Cast, Iconoclasta i Halloween. Zapis koncertu został w tym samym roku wydany na płycie Baja Prog – Live in Mexico '99.
W kwietniu rozpoczęła się trasa zespołu z Colinem Bassem, promująca jego płytę Outcast of the Islands, gdzie Quidam występował indywidualnie w pierwszej części każdego koncertu, a następnie wspomagał instrumentalnie Bassa. W sumie były to cztery koncerty w Polsce (z czego jeden rejestrowany i transmitowany na żywo przez „Trójkę” ze Studio im. Agnieszki Osieckiej w Warszawie, wydany następnie jako Colin Bass Live at Polskie Radio III), cztery w Holandii, po jednym w Belgii i Francji oraz dwa w Hiszpanii.

### 2000
W 2000 Zbigniew Florek, Maciej Meller i Jacek Zasada wspomagali Colina Bassa w jego akustycznej trasie po Polsce. Część materiału z tych koncertów zarejestrowano i wydano na płycie Colin Bass Live Vol.2 – Acoustic Songs. Wiosną Quidam koncertował w Belgii i Niemczech oraz wystąpił w Szwecji na festiwalu w Göteborgu. Rozpoczął też pracę nad materiałem do trzeciej płyty studyjnej.

### Pod niebem czas
Sesje nagraniowe do nowego albumu trwały przez cały rok 2001. Grupa koncertowała też w tym czasie, między innymi występując na Castle Party w Bolkowie oraz na festiwalu w Royan we Francji. Płyta Pod niebem czas ukazała się w marcu 2002. Wkrótce potem Quidam zagrał trzy koncerty z niemiecką grupą RPWL, otrzymał także zaproszenie do Brazylii na „Rio Festival”.

### Zmiany i uśpienie
Jesienią od zespołu odszedł basista, Radosław Scholl. Zastąpił go Damian Sikorski – już z nim w składzie Quidam wystąpił z trzema koncertami w Brazylii, obok m.in. holenderskiej grupy Focus. Następnie grupa dała jeszcze kilka koncertów w krajach Beneluksu, zaś 15 lutego 2003 w Inowrocławiu miał miejsce pożegnalny koncert Quidam – zespół postanowiła opuścić wokalistka, Emilia Derkowska. Później odeszli także perkusista, Rafał Jermakow, i basista, Damian Sikorski. Działalność zespołu została zawieszona na około rok.

### surRevival – odrodzenie działalności
Po prawie rocznym zastoju Zbigniew Florek, Maciej Meller i Jacek Zasada zdecydowali się wznowić działalność, stanęli jednak przed koniecznością znalezienia nowych muzyków do uzupełnienia składu. Dołączył do nich perkusista Maciej Wróblewski, następnie basista Mariusz Ziółkowski, a po żmudnych poszukiwaniach – wokalista, Bartosz Kossowicz.
Płyta surRevival, nagrana w nowym składzie i o nieco innym niż dotychczas profilu muzycznym, była przygotowywana prawie rok. Wydana została w czerwcu 2005. Jak wskazuje jej tytuł, to „przetrwanie” i „odrodzenie”.

### … bez półPRĄDU …halfPLUGGED…
9 października 2006 została wydana płyta …bez półPRĄDU …halfPLUGGED…, będąca zapisem koncertu w Teatrze Miejskim w Inowrocławiu 29 maja tegoż roku. Znalazły się na niej utwory z płyty SurRevival, nowa wersja Sanktuarium z debiutanckiego albumu oraz covery następujących nagrań: Blackbird The Beatles, Wish You Were Here Pink Floyd, Nights in White Satin The Moody Blues i fragmenty Hush Deep Purple (w ostatnim utworze – Not So Close).

### Alone Together
5 listopada 2007 ukazał się kolejny album studyjny Quidam, Alone Together. Materiał nagrywano od czerwca do sierpnia 2007 w inowrocławskim Islands Studio i Teatrze Miejskim, a zmiksowano w studio poznańskiego Radia Merkury. W jednym z utworów gościnnie zaśpiewała Emilia Nazaruk (dawniej Derkowska), poprzednia wokalistka grupy. Inni goście to Piotr Nazaruk (xaphoon, cytra) i Piotr Rogóż (saksofon altowy).

### Saiko
Po dłuższej przerwie, 16 kwietnia 2012, ukazał się szósty, studyjny album zespołu. Muzycy Quidam postawili przede wszystkim na nastrój. Jak zaznaczają – w odróżnieniu od poprzednich albumów – brak tutaj wielowątkowych kompozycji, a minimalizm potęgują znaczenie każdego dźwięku. Za produkcję „Saiko” odpowiedzialny był Robert Szydło, natomiast masteringiem zajął się Marcin Bors. Oprawa graficzna to dzieło Michała Florczaka. Teksty były autorstwa Bartka Kossowicza i Maćka Mellera. Warto dodać, że po dłuższej przerwie zespół wrócił do pisania po polsku (jedynie w utworze „Walec”, w którym gościnnie zaśpiewała Natalia Grosiak, pojawił się tekst w języku angielskim). W 2014 gitarzysta zespołu Maciej Meller oświadczył, iż po ponad 20 latach zdecydował się opuścić Quidam. Od tamtej pory, Quidam pozostawał nieaktywny.

### Po zakończeniu działalności
Gdy w roku 2017, Maciej Meller został gitarzystą koncertowym Riverside, a Bartosz Kossowicz wokalistą Collage stało się jasne, że Quidam to, na tę chwilę zamknięty rozdział. Jednak w 2021, nakładem wytwórni Gad Records ukazała się reedycja debiutanckiego albumu zespołu wraz z ponownie nagranym, w niemal oryginalnym składzie z 1996 utworem „Sanktuarium”. 8 stycznia 2023, podczas koncertu Macieja Mellera „Live After Zenith”, który odbył się w Teatrze Miejskim w Inowrocławiu, na scenie, obok Mellera wystąpili byli członkowie Quidam: klawiszowiec Zbigniew Florek i flecista Jacek Zasada. W wykonaniu utworu „Alone Together”, gościnnie wziął udział wokalista, Bartosz Kossowicz. 26 maja 2023, ponownie za sprawą wytwórni Gad Records ukazała się reedycja drugiego albumu Quidam – „Snów aniołów” z 1998. Na albumie znalazł się ponownie nagrany utwór „Pod Powieką”. W 2025 roku zespół zapowiedział swój występ na festiwalu Inno-Rock w składzie znanym z płyt surRevival, Alone Together i Saiko.

## Dyskografia
| 1996                           | Quidam - Data: 11 marca 1996 - Wydawca: ARS Mundi                                     | —  |
| 1998                           | Sny aniołów - Data: 1998 - Wydawca: Rock Serwis                                       | —  |
| 1998                           | Angels’ Dreams - Data: 1998 - Wydawca: Rock Serwis                                    | —  |
| 2002                           | Pod niebem czas - Data: 1 maja 2002 - Wydawca: Rock Serwis                            | —  |
| 2005                           | surREvival - Data: 6 czerwca 2005 - Wydawca: Rock Serwis                              | —  |
| 2006                           | ... bez półPRĄDU ...halfPLUGGED... - Data: 9 października 2006 - Wydawca: Rock Serwis | —  |
| 2007                           | Alone Together - Data: 5 listopada 2007 - Wydawca: Rock Serwis                        | 14 |
| 2012                           | Saiko - Data: 16 kwietnia 2012 - Wydawca: Rock Serwis                                 | 14 |
| „—” pozycja nie była notowana. |                                                                                       |    |

| 1999                           | Baja Prog – Live in Mexico ’99 (CD) - Data: 1999 - Wydawca: Rock Serwis                                        | —  |
| 2006                           | Quidam The Fifth Season – Live in Concert (DVD, CD) - Data: 19 stycznia 2006 - Wydawca: Metal Mind Productions | —  |
| 2010                           | Strong Together (DVD, 2CD) - Data: 26 marca 2010 - Wydawca: Rock Serwis                                        | 16 |
| „—” pozycja nie była notowana. | |    |

| 1998                           | Moje anioły      | 10 |
| 2002                           | Pod niebem czas  | 45 |
| 2002                           | Kozolec          | 45 |
| 2005                           | Surrevival       | 31 |
| 2007                           | Moje zapomnienie | 49 |
| 2012                           | Obok mam         | 35 |
| „—” pozycja nie była notowana. |                  |    |